# Surame
Surame war die Hauptstadt des Kebbi-Reiches im 15. und 16. Jahrhundert. Die eindrucksvollen Überreste der Stadt liegen 40 Kilometer nordwestlich von Sokoto in Nordwest-Nigeria. Sie bestehen aus einem äußeren und einem inneren Festungswall, der noch heute bis zu sieben Meter hoch ist. Der obere Teil des Walls besteht teilweise aus geschichteten Steinen. Innerhalb des Stadtwalls lassen sich die Überreste eines Königspalastes, einer Moschee sowie einzelner Häuser mit ihren kleinen Ringmauern erkennen. Der äußere Befestigungswall erstreckt sich über eine Länge von neun Kilometer.